# Yanas (Áncash)
Yanas es un centro poblado de la provincia de Huari en el departamento de Áncash, Perú.

## Localización Geográfica
Localizado en el extremo oriental de la Sierra Oriental de Áncash correspondiente al distrito de Huacchis de la provincia de Huari, a una altitud de 3414 m s.n.m. Se ubica a 6,3 km al norte de la localidad de Huacchis.jj